# Claresholm
Claresholm es un pueblo canadiense situado en la provincia de Alberta.

## Superficie
Claresholm tiene una superficie de 10,51 km².

## Demografía
En 2021, tenía 3804 habitantes, una densidad poblacional de 362,1 hab./km², y 1826 viviendas.